# Græsted-Gilleleje
 Græsted-Gilleleje  is een voormalige gemeente in Denemarken. De oppervlakte bedroeg 134,19 km². De gemeente telde 20.936 inwoners waarvan 10.476 mannen en 10.460 vrouwen (cijfers 2005). Græsted-Gilleleje telde in juni 2005 454 werklozen. Er waren 8423 auto's geregistreerd in 2004. Het is een kustgemeente waar vakantieparken zijn gesitueerd, aan de oevers van het Kattegat aan de noordkust van Seeland.
Na de herindeling van 2007 werden de gemeentes Græsted-Gilleleje en Helsinge bij de gemeente Gribskov gevoegd.